# 庾楷
庾楷（4世紀—402年），表字不詳，潁川鄢陵人。東晉征西將軍庾亮孫，會稽內史庾羲子。東晉末年官員、將領，官至西中郎將、豫州刺史。庾楷曾靠附輔政的司馬道子，後卻轉而支持王恭討伐朝廷。事後依靠桓玄，後在桓玄軍中暗中為朝廷當內應，但遭揭發，不久被殺。

## 生平

### 出鎮西府
庾楷初拜侍中，後來任豫州刺史的哥哥庾準去世，庾楷接任西中郎將、豫州刺史、假節鎮歷陽。隆安初年進號左將軍。
庾楷在政治上與王國寶一黨，附於會稽王司馬道子。太元二十一年（396年），晉孝武帝新死而晉安帝初繼位，司馬道子輔政，王國寶得以掌權。青兗二州刺史王恭當時入赴山陵，痛恨王國寶亂政，有打算趁機以兵誅除王國寶，就是因為畏懼庾楷兵強等因素而沒有行事。

### 王恭舉兵
隆安二年（398年），司馬道子因在上一年怯於王恭起兵而誅除王國寶，令王恭威震全國，司馬道子亦十分畏懼他，於是在心腹譙王司馬尚之的勸說下多樹外藩，以王愉出任江州刺史，並割了原由庾楷都督的豫州四郡給王愉都督。當時庾楷上疏表示江州並非險要之地，相反豫州北接北方外族政權，反對由王愉與他分督豫州，但不被接納。庾楷於是怨恨朝廷，更派兒子庾鴻勸說王恭舉兵討伐司馬尚之。王恭同意並聯結了荊州刺史殷仲堪等人，亦得殷仲堪同意並舉王恭刻期共赴建康，於是王恭、庾楷、殷仲堪、廣州刺史桓玄及南郡相楊佺期皆於該年七月舉兵。司馬道子知道庾楷舉兵時，曾試圖勸說庾楷不要支持王恭，但庾楷反指責司馬道子不能抵抗王恭，為求與其和解就殺害王國寶，令人不敢再支持他。
面對王恭舉兵，司馬道子委軍事給兒子司馬元顯，由其統領司馬尚之等領兵抵抗。庾楷先遣汝南太守段方出戰，在慈湖與司馬尚之交戰，段方大敗被殺。至九月己亥日，庾楷又於牛渚大敗給司馬尚之，唯有逃奔桓玄。王恭不久因部將劉牢之叛歸朝廷而兵敗被殺，殷仲堪與桓玄等人在尋陽結盟對抗朝廷，當時朝廷因不知荊州軍隊的虛實，故此十分畏懼，唯有下詔慰撫他們，請求和解，殷仲堪等人亦接受朝廷任命，各自返回方鎮。不過，當時朝廷下詔並沒有赦免庾楷，庾楷唯有依附桓玄，並被當時被任命為江州刺史的桓玄任命為武昌太守。

### 謀叛被殺
隆安五年（401年），桓玄以孫恩叛軍逼近建康，於是上請討伐，並以庾楷為右將軍。不過其實是想趁機侵凌朝廷。司馬元顯於是借孫恩退兵的時機制止桓玄，桓玄下令解嚴，庾楷亦解職。庾楷知道桓玄有入據朝權的野心，怕桓玄一旦失敗會牽連到自己，於是暗中與司馬元顯聯結，答允自己會成為其內應。
元興元年（402年），朝廷下詔討伐桓玄，桓玄領兵東下抵抗，庾楷作為內應的秘密被揭，遭桓玄囚禁。同年桓玄擊敗司馬元顯，成功奪取權力，於是殺死司馬元顯、司馬尚之等人及太傅司馬道子的府屬，庾楷亦被殺。

## 子
庾鴻，字伯鸞，官至輔國內史

## 延伸阅读
[在维基数据编辑]
 《晉書·卷084》，出自房玄齡《晉書》